# KEPD 350
KEPD 350は、タウルス・システムズが製造したスウェーデン・ドイツの空中発射巡航ミサイルで、ドイツ、スペイン、韓国で使用されている。タウルス・システムズ GmbHは、MBDA Deutschland GmbH（旧LFK）とサーブ・ボフォース・ダイナミクスとのパートナーシップ会社である。

## 概要
このミサイルにはステルス性があり、公式の射程は500km（300マイル）を超える。タウルスはマッハ1のターボファンエンジンを搭載し、トーネード、ユーロファイター タイフーン、グリペン、F/A-18、F-15Kなどに搭載可能。
Mephisto（Multi-Effect Penetrator HIghly Sophisticated and Target Optimised）という2段構えの500キログラム (1,100 lb) 弾頭は、土壌の除去や、強化地下バンカーに侵入するための事前装薬と初期貫通装填を持ち、その後、主弾頭の爆発を制御するための可変遅延導火線を備えるという特徴がある。ミサイルの重さは約1,400キログラム (3,100 lb) で、最大径は1メートル (3.3 ft) である。対象となる標的は、強化されたバンカー、司令部、管制部、通信施設、飛行場や港湾施設、AMSや弾薬庫、港湾・海上の船舶、橋梁などである。
ミサイルには、自衛機構や電子妨害手段としてのカウンター対策も備えている。
ミッションプランナーは、目標、防空位置、計画された地上経路でミサイルをプログラムし、その後、ミサイルは、INS、IBN、TRN、GPSによって誘導された低い地形に沿った飛行経路を使用して目標の近くまで飛行するが、GPSの支援無しで非常に長い距離を誘導することができる。一旦そこに到達すると、ミサイルはバント（上昇）飛行を開始し、目標の捕捉と貫通に関して最高の確率を達成するための高度まで上昇する。巡航飛行中は、高解像度サーモグラフィ（赤外線誘導）がIBNを使用して誘導を支援し、また、GPSを使用しない目標攻撃にも使用される。ミサイルはカメラ画像と計画した3D目標モデル（DSMAC）とのマッチングを試みる。それができない場合は、他の誘導システムに設定するか、巻き添え被害のリスクが高い場合は、望ましくない結果を伴う不正確な攻撃のリスクを冒す代わりに、あらかじめ指定された墜落地点に舵を取る。
タウルス・システムズ GmbHは、対艦用の派生型も提案している。

## 輸出
スペイン軍は45基のミサイルを購入した。2009年5月に南アフリカで実施された専用テストキャンペーンの成功により、スペイン空軍のサービスラインにタウルスが統合されたことが証明された。
韓国は、アメリカ合衆国からロッキード・マーティンのAGM-158 JASSMを拒否された後、F-15Kスラムイーグルに統合するために200発のミサイルの注文を計画した。2013年11月に韓国の防衛事業庁（DAPA）が契約に署名した。タウルス・システムズはソウルに事務所を開設し、各種取得業務を処理し、技術移転や次期巡航ミサイルの共同開発を支援する。同オフィスはドイツ以外では同社初のもので、KEPD350は韓国の戦闘機に組み込まれた最初の欧州製ミサイルとなる。2016年10月、韓国は北朝鮮の核・ミサイル挑発に対応するため、これまで発注していた170基に加え、さらに90基のタウルスミサイルの取得を発表した。2016年12月12日、最初の40機のタウルスKEPD 350Kミサイルが韓国空軍に納入され、2016年12月22日に戦闘用として配備が開始された。

## 派生型

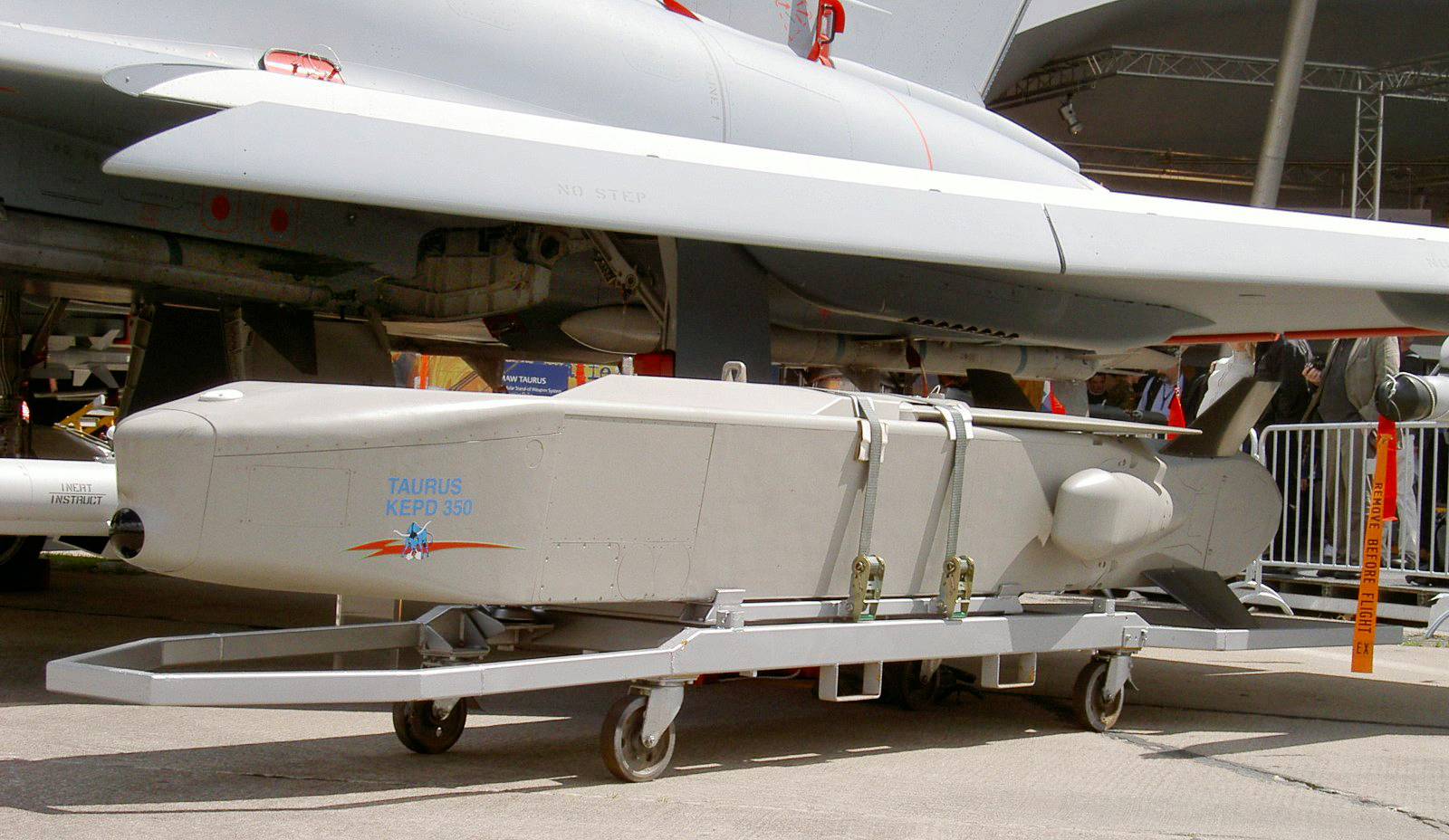
2004年のベルリン近郊の国際航空宇宙ショーでのタウルスKEPD 350巡航ミサイル

韓国空軍用のタウルス KEPD 350K派生型は、ロックウェル・コリンズ製GPSレシーバーに、ジャミングを防ぐためのSAASM（選択可能型対スプーフィング攻撃モジュール）を搭載している点で、基本モデルとは異なる。
2015年10月、タウルス・システムズは、350K-2と呼ばれるタウルス・ミサイルの小型版を、軽戦闘機用、特に韓国のFA-50で使用するために開発していることを明らかにした。射程は400km（250マイル）に短縮され、巡航速度はマッハ0.6から0.9となる。
2016年12月、韓国の防衛事業庁（DAPA）は、巡航ミサイル「タウルス」をベースに、2018年に独自の長距離空対地ミサイルの開発に着手する計画を明らかにした。同兵器はKAIの戦闘機KF-Xに搭載され、2020年代半ばまでに開発される予定である。   

## 運用

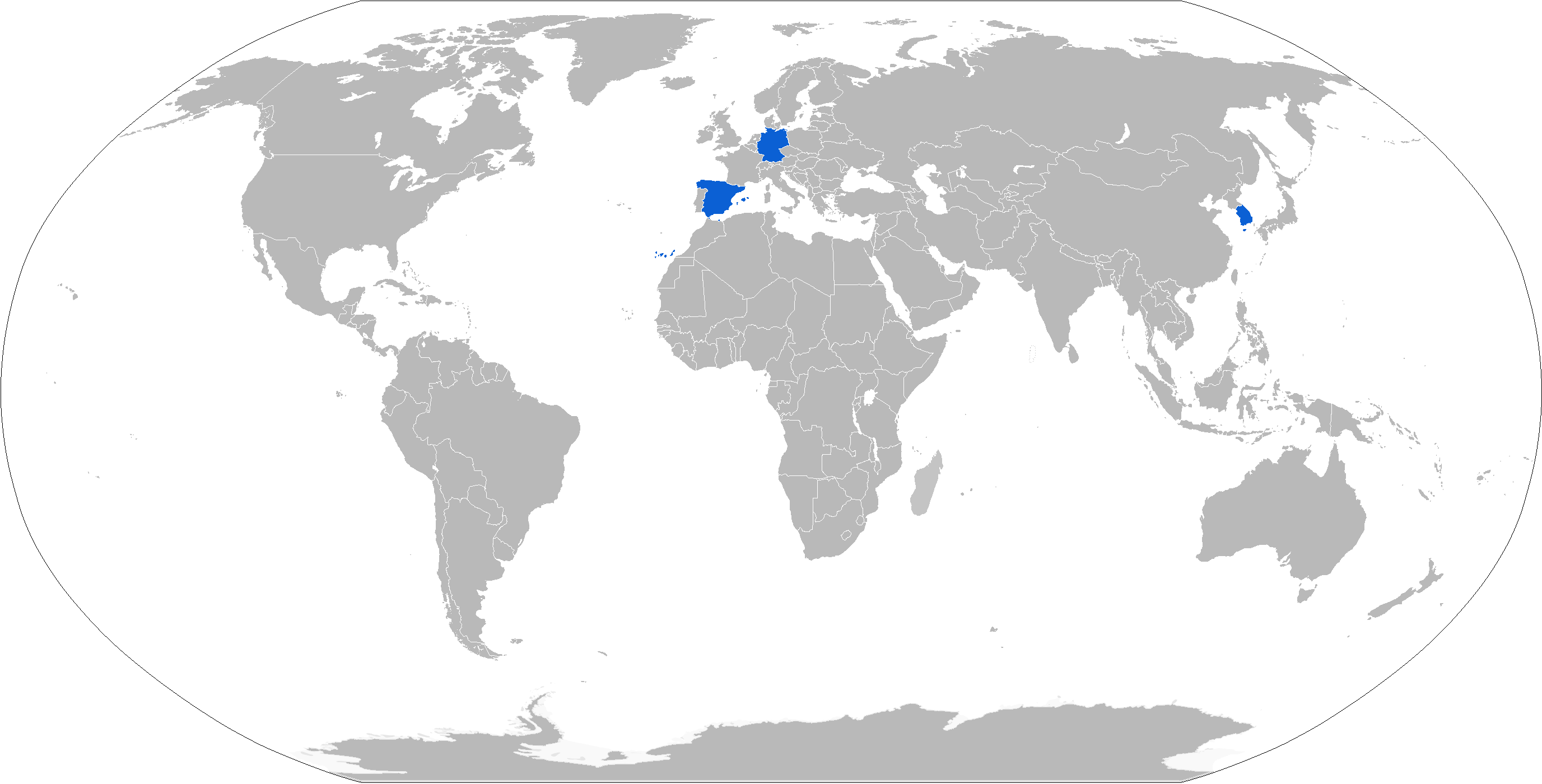
KEPD 350運用国（青色）のマップ

ドイツ
ドイツ空軍のトーネード IDS用に5億7,000万ユーロで600基が発注。引き渡しは2010年12月に終了。
 スペイン
スペイン空軍のF/A-18用に43基が発注。引き渡しは2010年8月に終了。プログラムの費用は6,000万ユーロ。
 韓国
韓国空軍のF-15K戦闘機用に170基が稼働中でさらに90基が注文済み。